# Repiovka (Uliànovsk)
|  | Per a altres significats, vegeu «Repiovka». |

Repiovka (en rus: Репьёвка) és un poble de l'óblast d'Uliànovsk, a Rússia, que en el cens del 2010 tenia 398 habitants. Pertany al districte d'Inza.